# Wilhelm Killing
Wilhelm Karl Joseph Killing (sinh ngày 10 tháng 5 năm 1847 – mất ngày 11 tháng 2 năm 1923) là nhà toán học Đức có nhiều cống hiến quan trọng cho lý thuyết của các đại số Lie, nhóm Lie và hình học phi Euclid.

## Đầu đời
Killing sinh ngày 10 tháng 5 năm 1847 ở Burbach gần Siegen, tỉnh Westphalia. Cha của ông ban đầu là thư ký tòa án và giữ một số chức vụ thị trưởng. Vì công việc của người cha, gia đình của ông phải chuyển đi nhiều lần. Sau đó, ông vào trường ngữ pháp ở Brilon để nghiên cứu về ngôn ngữ cổ điển. Trong suốt thời gian đó, Killing đã rất say mê hình học từ giáo viên của mình. Ông bắt đầu học toán vào học kỳ mùa đông năm 1865/66 tại Münster nơi ông tiếp tục con đường học vấn của mình chủ yếu bằng cách nghiên cứu các tác phẩm của Plücker, Hesse và Disquisitiones Arithmeticae của chính Carl Friedrich Gauss. Ngoài ra, ông còn tiếp tục làm việc với Ernst Eduard Kummer, Hermann von Helmholtz và Karl Weierstrass trong học kỳ mùa đông năm 1867/1866 ở Berlin. Sau đó, ông trở thành thành viên của hiệp hội sinh viên Công giáo K.D.St.V. Sauerlandia Münster. Vào tháng 3 năm 1872, Killing nhận bằng tiến sĩ từ Weierstrass với luận án về việc áp dụng ước số cơ bản của ma trận vào lý thuyết diện tích.
Từ năm 1873 đến năm 1878, ông giảng dạy tại các trường học ở Berlin (Trường trung học Friedrichwerder và Trường Công giáo St. Hedwig). Từ năm 1878 trở đi, ông dạy học tại trường trung học quê hương của ông ở Brilon và vào năm 1882, ông là giáo sư toán học tại Lyceum Hosianum ở Braunsberg và trở thành hiệu trưởng. Khi còn là giáo viên trường trung học, ông đã xuất bản vài cuốn sách mặc dù phải tập trung với toán học và khối lượng công việc giảng dạy nặng nề. Ngoài ra, ông còn dạy các môn học khác như tiếng Latinh và tiếng Hy Lạp. Từ năm 1880 trở đi, ông tập trung về hình học phi Euclide trong mọi chiều. Cuốn sách của ông, Các dạng không gian phi Euclid trong xử lý phân tích, được xuất bản năm 1885. Cùng năm 1885, ông được bầu làm thành viên của viện hàn lâm khoa học Leopoldina.

## Công trình
Vào năm 1878, Killing viết về các dạng không gian dưới các thuật ngữ của hình học phi Euclid trong tạp chí Crelle. Sau đó, ông phát triển những thứ này vào 1880 và năm 1885. Sử dụng các bài giảng của Weierstrass, ông giới thiệu mô hình hyperboloid của hình học hyperbol, mô hình được mô tả bằng các toạ độ Weierstrass. Ông cũng được nhắc đến bởi tìm ra công thức biến đổi tương đương toán học với phép biến đổi Lorentz trong n chiều vào năm 1885,.
Quanh năm 1880, Killing phát minh ra đại số Lie độc lập với Sophus Lie. Thư viện trong trưởng của Killing không có tạp chí Scandinavian của Lie và do vậy bài của Lie không xuất hiện trước mắt Killing (Lie lúc sau vẫn khinh bỉ Killing, có lẽ vì tinh thần cạnh tranh đã cho rằng tất cả những gì hợp lệ đã được chứng minh bởi Lie và những gì chưa hợp lệ được thêm vào bởi Killing). Trên thực tế, bài viết của Killing không chặt chẽ logic như bài của Lie, nhưng Killing đặt mục tiêu cao hơn vào phân loại các nhóm, và tạo ra nhiều giả thuyết sau được chứng minh là đúng. Bởi mục tiêu của Killing rất cao, ông cũng rất khiêm tốn về thành tựu của bản thân mình.
Từ năm 1888 đến năm 1890, Killing đã phân loại xong các đại số Lie đơn phức hữu hạn số chiều, là một bước cần thiết để phân loại các nhóm Lie, và phát minh ra khái niệm của đại số Cartan và ma trận Cartan. Do vậy ông chạm tới kết luận rằng, các đại số Lie đơn duy nhất là các đại số tương ứng với nhóm symplectic, trực giao hoặc tuyến tính, ngoại trừ một lượng nhỏ ngoại lệ ra. Bài luận án năm 1894 của Élie Cartan về căn bản là viết lại bài của Killing.  Killing còn giới thiệu khái niệm của hệ nghiệm. Ông phát hiện ra đại số Lie ngoại lệ g2 vào năm 1887; bài phân loại hệ nghiệm của ông tìm ra tất cả các trường hợp ngoại lệ, nhưng xây dựng chính xác chúng lúc sau mới được bắt đầu.
Theo lời của A. J. Coleman, "Ông đã viết phương trình đặc trưng của nhóm Weyl khi Weyl mới có 3 tuổi và liệt kê các cấp của phép biến đổi Coxeter 19 năm trước khi Coxeter được sinh ra."

## Các bài được chọn
Bài viết trên hình học phi Euclid
- Killing, W. (1878) [1877]. "Ueber zwei Raumformen mit constanter positiver Krümmung". Journal für die reine und angewandte Mathematik. Quyển 86. tr. 72–83.
- Killing, W. (1880) [1879]. "Die Rechnung in den Nicht-Euklidischen Raumformen". Journal für die reine und angewandte Mathematik. Quyển 89. tr. 265–287.
- Killing, W. (1885) [1884]. "Die Mechanik in den Nicht-Euklidischen Raumformen". Journal für die reine und angewandte Mathematik. Quyển 98. tr. 1–48.
- Killing, W. (1885). Die nicht-euklidischen Raumformen. Leipzig: Teubner.
- Killing, W. (1891). "Ueber die Clifford-Klein'schen Raumformen". Mathematische Annalen. Quyển 39 số 2. tr. 257–278. doi:10.1007/bf01206655. S2CID 119473479.
- Killing, W. (1892). "Ueber die Grundlagen der Geometrie". Journal für die reine und angewandte Mathematik. Quyển 109. tr. 121–186.
- Killing, W. (1893). "Zur projectiven Geometrie". Mathematische Annalen. Quyển 43 số 4. tr. 569–590. doi:10.1007/bf01446454. S2CID 121748880.
- Killing, W. (1893). Einführung in die Grundlagen der Geometrie I. Paderborn: Schöningh.
- Killing, W. (1898) [1897]. Einführung in die Grundlagen der Geometrie II. Paderborn: Schöningh.

Bài viết trên nhóm biến đổi
- Killing, W. (1888). "Die Zusammensetzung der stetigen endlichen Transformationsgruppen". Mathematische Annalen. Quyển 31 số 2. tr. 252–290. doi:10.1007/bf01211904. S2CID 120501356.
- Killing, W. (1889). "Die Zusammensetzung der stetigen endlichen Transformationsgruppen. Zweiter Theil". Mathematische Annalen. Quyển 33. tr. 1–48. doi:10.1007/bf01444109. S2CID 124198118.
- Killing, W. (1889). "Die Zusammensetzung der stetigen endlichen Transformationsgruppen. Dritter Theil". Mathematische Annalen. Quyển 34. tr. 57–122. doi:10.1007/BF01446792. S2CID 179177899.
- Killing, W. (1890). "Erweiterung des Begriffes der Invarianten von Transformationsgruppen". Mathematische Annalen. Quyển 35 số 3. tr. 423–432. doi:10.1007/bf01443863. S2CID 121050972.
- Killing, W. (1890). "Die Zusammensetzung der stetigen endlichen Transformationsgruppen. Vierter Theil". Mathematische Annalen. Quyển 36. tr. 161–189. doi:10.1007/bf01207837. S2CID 179178061.
- Killing, W. (1890). "Bestimmung der grössten Untergruppen von endlichen Transformationsgruppen". Mathematische Annalen. Quyển 36 số 2. tr. 239–254. doi:10.1007/bf01207841. S2CID 121548146.